# Diaphanosoma fluviatile
Diaphanosoma fluviatile är en kräftdjursart som beskrevs av Hansen 1899. Diaphanosoma fluviatile ingår i släktet Diaphanosoma och familjen Sididae. Inga underarter finns listade i Catalogue of Life.